# NGC 7065
NGC 7065 é uma galáxia espiral barrada (SBab) localizada na direcção da constelação de Aquarius. Possui uma declinação de -06° 59' 41" e uma ascensão recta de 21 horas, 26 minutos e 42,2 segundos.
A galáxia NGC 7065 foi descoberta em 3 de Agosto de 1864 por Albert Marth.